# Sofyan Amrabat
Ne doit pas être confondu avec Nordin Amrabat.
Sofyan Amrabat (berbère : ⵙⵓⴼⵢⴰⵏ ⵎⵕⴰⴱⴰⵟ et en arabe: سفيان أمرابط), né le 21 août 1996 à Huizen aux Pays-Bas, est un footballeur international marocain jouant au poste de milieu de terrain au Fenerbahçe SK.
Formé au FC Utrecht, il fait ses débuts professionnels en 2014 et atteint la finale de la Coupe des Pays-Bas en 2016 . Élu meilleur talent du club, il s'engage au Feyenoord Rotterdam en 2017, remporte la Supercoupe des Pays-Bas et la Coupe des Pays-Bas en 2018. Transféré au Club Bruges, il remporte le championnat en 2020. Prêté au Hellas Vérone, il dispute une saison avant d'être transféré à l'ACF Fiorentina, club avec lequel il atteint la finale de la Coupe d'Italie et la Ligue Europa Conférence en 2023.
Il possède également la nationalité néerlandaise. Après avoir honoré quatre sélections avec les Pays-Bas -15 ans, comme son frère Nordin Amrabat, il finit par trancher en faveur du Maroc, sélection avec laquelle il prend part à la Coupe du monde 2018, la CAN 2021, la Coupe du monde 2022 et la CAN 2023. Il est issu de la tribu rifaine zénète des Metalsa.

## Biographie

### Naissance et famille
Sofyan Amrabat naît le 21 août 1996 à Blaricum, aux Pays-Bas au sein d'une famille marocaine berbère originaire de Ben Taïeb, un village berbère situé dans la région montagneuse du Rif au nord-est du Maroc, dans la province du Driouch. Son frère aîné, Nordin Amrabat, est également un joueur professionnel de renommée, ce qui influence fortement sa carrière. La famille (les deux parents et quatre garçons) Amrabat grandit à Huizen,.
Fan de Zinédine Zidane, il débute jeune sa carrière dans le club de sa ville, le HSV De Zuidvogels (nl). Jouant très souvent au quartier dans un petit terrain de foot près de sa maison, son entourage s'aperçoit rapidement de ses qualités. Résidant à 28 km d'Utrecht, le joueur est testé dans l'académie du FC Utrecht, avant d'intégrer définitivement le club en 2006, à l'âge de dix ans.

### Carrière en club

#### Débuts et formation au FC Utrecht
Le 12 novembre 2013, alors qu'il est âgé de dix-sept ans, il signe son premier contrat professionnel au FC Utrecht. Dans une vidéo de présentation accompagné de son frère Nordin Amrabat, il cite : « J'ai envie d'atteindre la même chose que mon frère. J'étais présent lors de son contrat, ça fait énormément plaisir qu'il fasse la même chose pour moi. Il est très content pour moi malgré qu'il est critique dans ses avis. Il m'a suivi lors de ma Coupe du monde 2013 avec le Maroc -17 ans et m'a donné beaucoup de conseils pour devenir pro. Aujourd'hui, c'est fait.»
En septembre 2014, l'entraîneur de l'équipe première du FC Utrecht Rob Alflen (nl) fait appel à Sofyan Amrabat pour faire connaissance avec les professionnels et s'entraîner avec les grands. Ainsi, il apparaît pour la première fois sur le banc de l'équipe première le 25 septembre 2014 à l'occasion d'un match de Coupe des Pays-Bas face au PSV Eindhoven au Stade Philips, sans pour autant faire d'entrée en jeu (défaite, 2-0). Il voit Amrabat comme étant un élément sûr pour l'avenir du club, lui promettant même de faire ses débuts dans la saison. Le 2 novembre 2014, Sofyan Amrabat fait ses grands débuts à l'âge de dix-huit ans en entrant en jeu à la place de Kristoffer Peterson dans un match d'Eredivisie qui opposait son club au Vitesse Arnhem (victoire, 3-1). Durant la saison 2014-2015, il apparaît quatre fois en championnat à cause d'une forte concurrence en équipe première.
Lors de sa deuxième saison au FC Utrecht, Rob Alflen est limogé de son poste d'entraîneur, remplacé par Erik ten Hag. Sous le nouvel entraîneur, il dispute son premier match le 5 décembre 2014 en remplaçant Patrick Joosten (nl) à la 66e minute à l'occasion de la 15e journée de championnat face à De Graafschap (victoire, 0-1). Une semaine plus tard, le 13 décembre 2014, il entre à la 89e minute à la place de Bart Ramselaar face à l'Ajax Amsterdam. Le match est remporté à domicile sur le score de 1-0, grâce à un but de Yassin Ayoub. Le 16 décembre 2014, il reçoit sa première titularisation en Coupe des Pays-Bas face à Achilles '29 en portant le no 25, délivrant une passe décisive sur le dernier but inscrit par Patrick Joosten (victoire, 0-5). Trois jours plus tard, le 19 décembre 2014, il entre en jeu à la mi-temps en remplaçant Yassin Ayoub et délivre une passe décisive sur le deuxième but utrechtois inscrit par Sébastien Haller face à l'AZ Alkmaar en championnat (match nul, 2-2). Sofyan Amrabat dispute sept matchs en Eredivisie et cinq matchs pour la Coupe des Pays-Bas et délivre en total trois passes décisives. Il termine la saison à la cinquième place du championnat néerlandais et dispute les play-offs pour une qualification au troisième tour de la Ligue Europa 2016-2017. En mai 2016, il perd la finale face au Heracles Almelo sur un score cumulé de 1-3. Ayant fait bonne impression, il gagne la confiance de son entraîneur et dispute plusieurs matchs amicaux en juillet afin de convaincre Erik ten Hag pour une place importante dans la saison qui suit.
Devenant un joueur clé de l'effectif, le joueur est beaucoup plus souvent titularisé dans la saison 2016-2017 avec Yassin Ayoub et Nacer Barazite. Il termine sa saison 2016-2017 à la quatrième place du classement du championnat néerlandais avec 39 matchs joués dont un but marqué en Eredivisie le 17 mai 2017 face au SC Heerenveen (victoire, 1-3). Lors du mercato d'été en 2017, il est courtisé par de nombreux clubs néerlandais tels que le Feyenoord Rotterdam et l'AZ Alkmaar.

#### Feyenoord Rotterdam
Le 30 juin 2017, il signe un contrat de quatre ans avec le champion en titre Feyenoord Rotterdam pour une somme de cinq millions d'euros. Il rejoint dans ce club le capitaine Karim El Ahmadi, son coéquipier en équipe du Maroc.
Pour son premier match, son entraîneur Giovanni van Bronckhorst le fait entrer en jeu à la 77e minute à la place de Kevin Diks en finale de la Supercoupe des Pays-Bas (victoire aux tirs au but, 4-2). À l'occasion de son deuxième match en Ligue des champions avec le Feyenoord Rotterdam, il marque son premier but le 26 septembre 2017 face au SSC Naples dans les minutes additionnelles (défaite, 2-1). Difficile de se trouver une place du à la paire Karim El Ahmadi - Tonny Vilhena, la concurrence l'empêche de débuter titulaire à chaque match. Au milieu de la mi-saison, le club rencontre de nombreux problèmes pour le poste de latéral droit à cause de nombreux blessures. Le 21 novembre 2017, il débute titulaire dans le poste d'arrière droit face à Manchester City en Ligue des champions. Jouant dans un faux poste, le joueur sera auteur d'un mauvais match, amassant une masse de critiques de la part de nombreux supporters et journalistes néerlandais. Il fait son retour une semaine plus tard face au PSV Eindhoven dans son poste original et rattrape très vite la mauvaise prestation en Ligue des champions. Il explique : « Il y avait un problème à ce poste. L'entraîneur m'a demandé si je pouvais y jouer. Personne ne voulait, donc j'ai donné mon accord. Je suis très critique envers moi même, c'est pour ça que j'avoue avoir fait d'énormes fautes dans ce poste. Heureusement que dans ma tête, c'est 'on ne fait pas de fautes, on apprend ». Il termine la saison 2017-2018 avec six participations en Ligue des champions et un total de 31 matchs joués avec le club néerlandais.
En début de saison 2018-2019, il remporte la Supercoupe des Pays-Bas pour la deuxième fois consécutive avec le Feyenoord. Le 9 août 2018, dans un match où il fut titularisé, il voit ses chances de disputer la Ligue Europa s'envoler en encaissant quatre buts face à l'AS Trenčín. En août 2018, Sofyan Amrabat demande au club de le mettre sur le marché du mercato, souhaitant trouver un club où il peut potentiellement trouver une place en tant que titulaire. Il est cependant courtisé par le Sporting Portugal, le FSV Mayence et le Club Bruges.

#### Renfort au Club Bruges et prêt en Italie

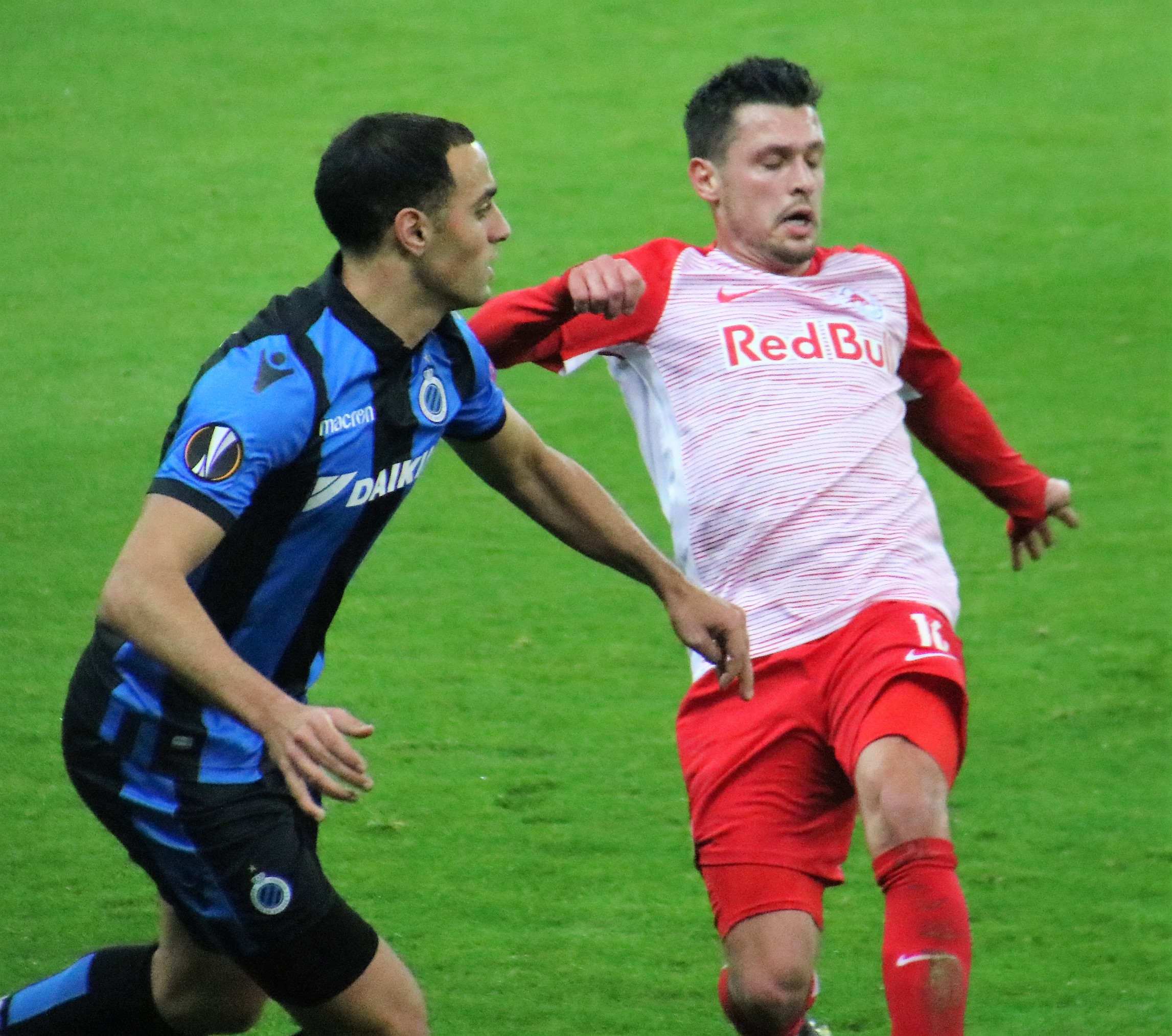
Amrabat avec le Club Bruges en 2019.

Le 24 août 2018, Sofyan Amrabat s'engage pour quatre saisons au Club Bruges pour un montant de deux millions d'euros. Il hérite du no 6 avec à la tête de l'équipe, l'entraîneur Ivan Leko.

Le 26 août 2018, il dispute son premier match de championnat face au RSC Anderlecht, remplaçant Wesley à la 74e minute (victoire, 2-1). À l'occasion de son deuxième match face au SV Zulte Waregem, le 31 août 2018, il entre de nouveau en jeu à la place de Ruud Vormer à la 71e minute (victoire, 2-5). Difficile de trouver sa place de titulaire au sein du club belge, il apparaît rarement sur les listes de Bruges entre le mois de septembre et octobre. Dans l'ombre de son absence, il s'entraîne régulièrement afin de satisfaire l'entraîneur pour mériter une place dans le onze de départ. Le 29 novembre 2018, à l'occasion du match de Ligue des champions opposant le Club Bruges au Borussia Dortmund, il reçoit sa première titularisation dans la compétition. Ayant fait une de ses meilleures prestations depuis ses débuts sous le maillot bleu et noir, il est nommé homme du match (match nul, 0-0). De janvier à mai 2019, il accumule les mauvaises prestations en jouant dans des fausses positions dont le poste de défenseur central. N'ayant pas la chance de prouver en tant que milieu relayeur, il termine la saison en tant qu'élément indésirable.

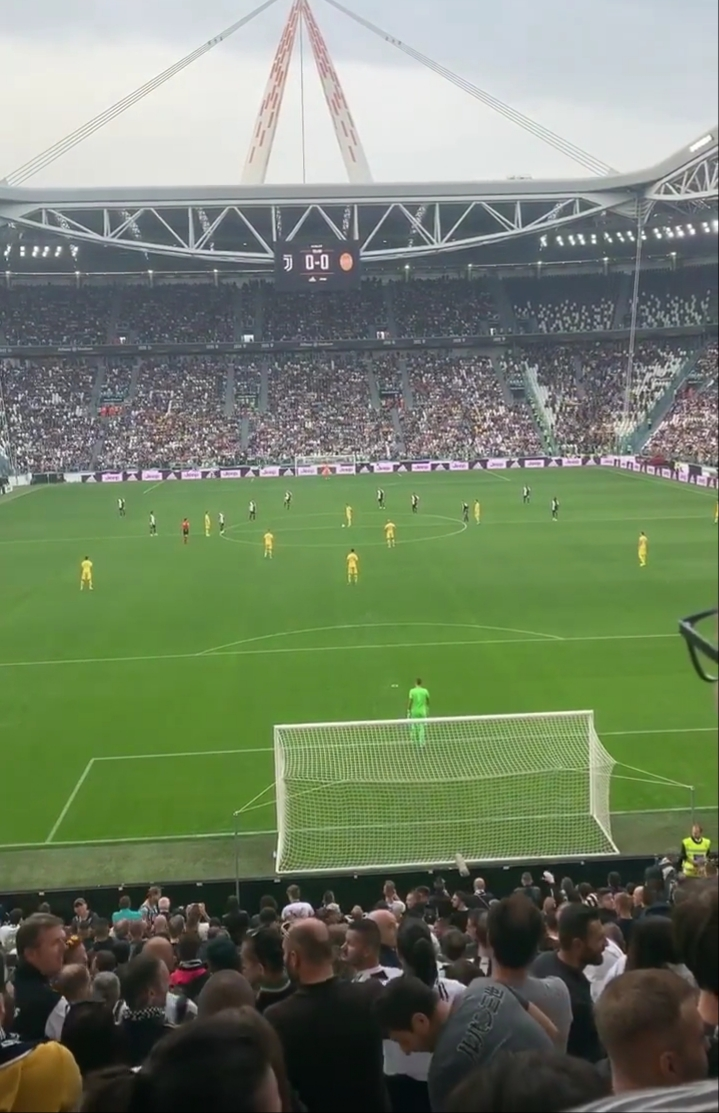
Match opposant le Hellas Vérone à la Juventus FC, premier grand match de Sofyan Amrabat en Serie A.

Le 22 août 2019, il officialise son prêt au Hellas Vérone par ses réseaux sociaux officiels. Il porte le no 34 en hommage à son ami Abdelhak Nouri. Prenant place dans le poste de milieu défensif, le joueur retrouve sa position de formation et devient métronome d'une mi-saison complète dans le club promu. Ne prenant part à aucune compétition européenne, l'objectif est fixé seulement sur le championnat et la Coupe d'Italie. Auteur de prestations remarquables, il est très vite courtisé par l'ACF Fiorentina, l'Inter Milan, le SSC Naples et l'AC Milan. Lors du mercato hivernal, il est l'invité dans une émission néerlandaise sur Fox Sports et révèle en direct à la télévision l'accord trouvé entre ses services et les dirigeants du SSC Naples. En fin janvier 2019, il est officiellement annoncé à l'ACF Fiorentina de Franck Ribéry. Cependant, le joueur ne peut pas rejoindre le club avant la fin de saison, car il a déjà joué des matchs dans deux clubs différents en une même saison, à savoir : au Club Bruges et le Hellas Vérone. Le 8 février 2020, il est nommé homme du match et se révèle encore plus lors d'un match de championnat face à la Juventus FC de Cristiano Ronaldo. La presse italienne décrit Sofyan Amrabat comme ayant été l'homme qui a permis au Hellas Vérone de remporter la rencontre sur une victoire de 2-1 à domicile.
À cause de la pandémie de Covid-19, la Serie A est arrêtée à la fin de février avant qu'elle ne reprenne en juillet. Sofyan Amrabat termine sa saison au Hellas Vérone à la neuvième place dans le classement du championnat. En fin de saison 2019-2020, le quotidien La Gazzetta dello Sport classe Sofyan Amrabat à la huitième place du meilleur joueur de la saison. Sofyan Amrabat dit être honoré d'avoir vu son nom parmi les grands joueurs d'Italie.

#### ACF Fiorentina
En fin de mercato hivernal, Sofyan Amrabat signe un contrat de cinq ans avec l'ACF Fiorentina pour un montant de 20 millions d'euros. Son ex-club Bruges voit ainsi plusieurs millions d'euros s'envoler. Le 23 août 2020, en fin de prêt, il rejoint le club et s'entraîne un jour plus tard. Pour sa première saison à l'ACF Fiorentina, il ne participe à aucune compétition européenne. Ses objectifs sont la Serie A et la Coupe d'Italie.

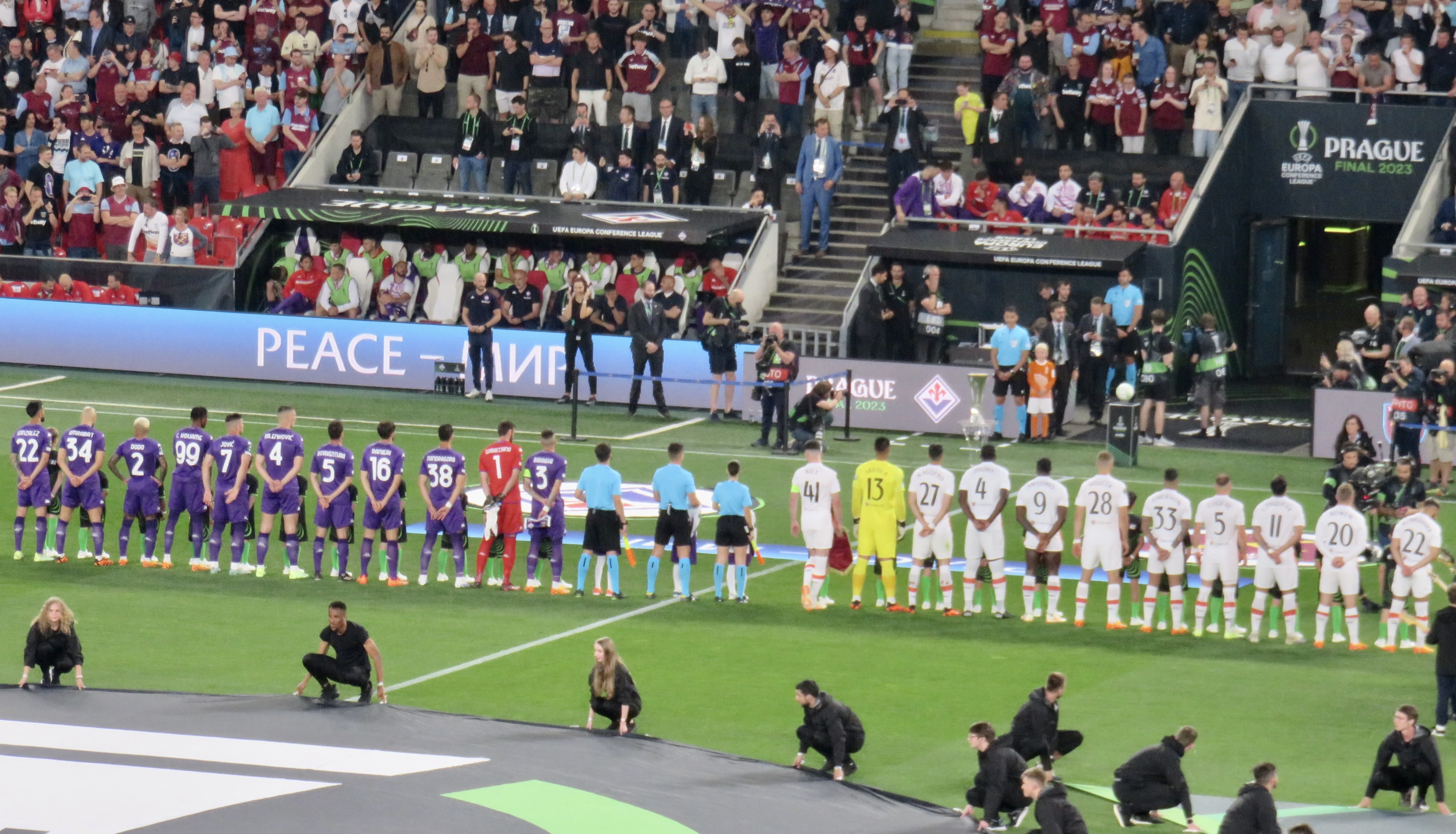
Amrabat (34) titularisé en finale de la Ligue Europa Conférence contre West Ham United en 2023.

Le 26 septembre 2020, il dispute son premier match de championnat contre le FC Internazionale Milano (défaite, 4-3). Le joueur s'impose rapidement en tant que joueur titulaire et joue quasiment tous les matchs de championnat . Le 10 novembre 2020, Cesare Prandelli est désigné comme nouvel entraîneur de l'ACF Fiorentina. Absent lors de la présentation, Sofyan Amrabat enfreint les restrictions du Covid-19 en Italie en rejoignant un rassemblement de l'équipe du Maroc. Les dirigeants de la fédération italienne avaient interdit aux joueurs de rejoindre leurs sélections nationales respectives pour ceux évoluant dans la région de Florence, en raison d'une forte hausse des cas positifs. Une autre règle enfreinte est que les joueurs seraient contraints d'observer une quarantaine en Italie si un cas positif a été détecté dans leur club. Cela avait été le cas avec l'ACF Fiorentina. Lors de son retour, il reçoit une lourde amende infligée par la fédération italienne. Malgré cela, Cesare Prandelli déclare lors de sa première conférence de presse : « Sofyan Amrabat a des qualités hors-normes. C'est un moteur physique. Il nous sera très important cette saison ». Le 13 janvier 2021, il est éliminé de la Coupe d'Italie en ayant atteint les huitièmes de finales contre le FC Internazionale Milano (défaite, 1-2). Le poste d'entraîneur de Cesare Prandelli aura duré moins d'une saison. Le 23 mars 2021, il démissionne. Il est rapidement remplacé par Giuseppe Iachini. Auteur d'une saison exceptionnelle en Serie A, l'AC Milan dépose en avril 2021 une somme de 20 millions d'euros pour s'attirer les services de Sofyan Amrabat. L'ACF Fiorentina refuse directement la proposition, demandant une plus grande somme afin de libérer l'international marocain. Le  25 avril 2021, à l'occasion d'un match de championnat contre la Juventus FC, Sofyan Amrabat réalise une prestation de haut niveau, permettant à son équipe de décrocher le match nul (1-1). Après le match, l'international marocain est mis en lumière par le président de son club Rocco B. Commisso (en) qui déclare :  « Je tiens à féliciter particulièrement Amrabat et Franck Ribéry car ils ont joué en pratiquant le Ramadan, ils ont joué un match exceptionnel sans boire et sans manger ». Sofyan Amrabat termine sa première saison à l'ACF Fiorentina avec 31 matchs en championnat et deux matchs en Coupe d'Italie. L'ACF Fiorentina termine la saison à la treizième place de Serie A.
Sofyan Amrabat ne dispute aucune minute lors de la présaison 2021-2022, à la suite d'une opération au niveau de la cuisse. De retour à l'entraînement avec l'ACF Fiorentina en août, il est courtisé par le SCC Naples et le Torino FC. Le 14 février 2022, il inscrit son premier but sous les couleurs violets d'une frappe lointaine dans les dernières minutes d'un match de championnat face à Spezia Calcio et offre ainsi la victoire à son équipe sur le score de 1-2. Sofyan Amrabat termine la saison 2021-2022 à la septième place du championnat et obtient une place pour la Ligue Europa Conférence pour la saison suivante. Il comptabilise un nombre de 23 matchs joués en marquant qu'un seul but.
Le 14 août 2022, il dispute son premier match de la saison 2022-2023 face à l'US Cremonese en étant titularisé par son nouvel entraîneur Vincenzo Italiano (victoire, 3-2). Le 18 août 2022, il dispute son premier match de Ligue Europa Conférence face au FC Twente (victoire, 2-1). À la suite des nombreuses rumeurs de départ de Sofyan Amrabat, son entraîneur Vincenzo Italiano déclare le 9 septembre 2022 en conférence de presse : « Je suis plus que satisfait du début de saison d'Amrabat et de sa façon de jouer ! Il a énormément progressé, cela m'a surpris pour être honnête. Je ne pense pas qu'il veuille encore partir ». En octobre, il reçoit la distinction du meilleur joueur du club du mois de septembre.
Le 24 mai 2023, il atteint la finale de la Coupe d'Italie contre le FC Internazionale Milano (défaite, 2-1),. Le 7 juin 2023, il est titularisé et atteint la finale de l'UEFA Europa Conference League après une défaite de 1-2 contre West Ham United FC au Sinobo Stadium à Prague,. Cependant, il termine la saison en championnat à la huitième place du classement de la Serie A.

#### Manchester United
Le 1er septembre 2023, à la fin du mercato estival, Amrabat s'engage en prêt d'une saison avec option d'achat à Manchester United. Il y retrouve son entraîneur formateur Erik ten Hag, qui l'a lancé en professionnel avec le FC Utrecht. Il rejoint ainsi un effectif prenant part à la Ligue des champions avec à ses côtés des joueurs comme Casemiro, Bruno Fernandes ou encore Raphaël Varane.
Après plusieurs jours de blessure, il fait sa première entrée en jeu en Premier League en entrant en jeu le 23 septembre contre Burnley FC en remplaçant Jonny Evans à la 89e minute (victoire, 1-0). Le 26 septembre, il reçoit sa première titularisation à l'occasion d'un match de Coupe de la Ligue contre Crystal Palace FC, étant titularisé dans le poste de latéral gauche. À la suite de sa première longue apparition, il fait rapidement la une des journaux britanniques qui le qualifient de « joueur qui se tue sur le terrain »,,.
Le 25 mai 2024, il est titularisé à l'occasion de la finale de la FA Cup, l'opposant à Manchester City FC, et remportant ainsi son premier titre avec le club (victoire, 1-2). Après le match, il est interviewé concernant son avenir, et révèle par la même occasion être « fier d'être un joueur de la meilleure équipe au monde ».

### Carrière internationale

#### Entre le Maroc et les Pays-Bas
En novembre 2010, il reçoit sa première sélection avec l'équipe des Pays-Bas -15 ans sous le sélectionneur Edwin Petersen à l'occasion d'une double confrontation amicale face à la Turquie -15 ans. Le 30 novembre 2010, il entre en jeu face à la Turquie -15 ans en remplaçant Willem Gootjes à la 88e minute au Stade olympique de Mersin (défaite, 3-0). Le 2 décembre 2010, il est titularisé dans le milieu de terrain (victoire, 1-2). En avril 2011, il est de nouveau convoqué pour une double confrontation amicale contre la Slovaquie -15 ans. Le 12 avril 2011, il entre en jeu à la 52e minute face à la Slovaquie -15 ans au KNVB Campus Zeist (victoire, 1-0). Le 14 avril 2011, il est titularisé lors de son deuxième match face à la Slovaquie -15 ans et dispute 80 minutes (victoire, 2-0). Sofyan Amrabat, Jaïro Riedewald et Riechedly Bazoer sont les seuls internationaux néerlandais U15 de cette génération à finir footballeurs professionnels.
Né aux Pays-Bas de parents marocains, il change de nationalité sportive en faisant une demande de changement de nationalité néerlandaise auprès de la FIFA. En 2013, il participe à la Coupe du monde -17 ans avec le Maroc atteignant les huitièmes de finale. Le joueur, portant le no 6, s'en sort victorieux lors des matchs de poules face à la Croatie -17 ans, l'Ouzbékistan -17 ans et le Panama -17 ans.
En 2017, il est sur le point d'être convoqué avec l'équipe des Pays-Bas, après avoir été contacté par le sélectionneur Dick Advocaat. Lors de la conférence de presse du 28 septembre 2017, à quelques jours de matchs de qualification à la Coupe du monde 2018 face à la Biélorussie et la Suède, le sélectionneur cite : « Nous avons contacté Sofyan Amrabat et son agent. C'est un joueur avec un grand potentiel. Mais c'est à lui de prendre une décision et pas à nous »,. Cependant, les analystes René van der Gijp et Johan Derksen abordent le cas Sofyan Amrabat régulièrement dans l'émission Studio Voetbal diffusée sur Veronica Inside.

#### Équipe du Maroc

##### Débuts et participation à la Coupe du monde 2018
Le 14 mars 2017, il reçoit sa première convocation en équipe du Maroc. Le 28 mars 2017, il est titularisé par Hervé Renard pour disputer un match amical face à la Tunisie. Il dispute 90 minutes sous le no 23 avec les Lions de l'Atlas. Le match se solde sur un score de 1-0 en faveur du Maroc sur un but contre son camp marqué par la Tunisie. Le 1er novembre 2017, Sofyan Amrabat figure sur la liste définitive de l'équipe du Maroc sous Hervé Renard où il retrouve son grand frère Nordin Amrabat. Sofyan Amrabat fait son entrée en jeu le 11 novembre 2017 dans son premier match officiel face à la Côte d'Ivoire comptant pour la qualification en Coupe du monde 2018 (victoire, 0-2). Son entrée en jeu l'officialisera Marocain, n'ayant plus le choix d'opter pour la sélection des Pays-Bas. Après avoir passé la campagne qualificative à la Coupe du monde 2018 avec le Maroc, Hervé Renard voit Sofyan Amrabat comme une doublure des joueurs Mbark Boussoufa et Karim El Ahmadi.
En mai 2018, Sofyan Amrabat est sélectionné pour prendre part à la Coupe du monde 2018 en Russie. Sofyan Amrabat fait sa première apparition en Coupe du monde 2018 face à l'Iran, à l'occasion du premier match du Maroc. Il remplace Nordin Amrabat à la 76e minute dans le poste de latéral droit avant d'encaisser sur un but contre son camp d'Aziz Bouhaddouz dans la dernière minute du match (défaite, 0-1). Cependant, il ne prend pas part aux deux autres matchs face au Portugal (défaite, 0-1) et l'Espagne (match nul, 2-2).

##### Coupe d'Afrique 2019 sous Hervé Renard
En 2018, il participe aux phases de qualifications à la CAN 2019. Doublure de Mbark Boussoufa, il fait son entrée en jeu le 16 octobre 2018 dans son premier match des éliminatoires à l'extérieur dans un match retour face aux Comores à Mitsamiouli (match nul, 2-2). Un mois plus tard, en novembre 2018, il sera qualifié officiellement à la CAN 2019. Après une saison moyenne avec le Club Bruges, Sofyan Amrabat voit sa participation à la CAN 2019 s'envoler à la suite des décisions du sélectionneur Hervé Renard qui privilégie Mehdi Bourabia et Youssef Aït Bennasser.
En août 2019, après une élimination du Maroc à la CAN 2019 à laquelle Sofyan Amrabat n'a pas pris part, Vahid Halilhodzic est élu nouveau sélectionneur du Maroc. Le sélectionneur bosnien considère Amrabat comme un futur pilier de l'équipe du Maroc et successeur de Karim El Ahmadi et Mbark Boussoufa, lui attribuant le no 20. Dès les premiers matchs, il titularise le joueur face au Burkina Faso, face au Niger et face à la Libye avant de l'intégrer dans son onze de base pour le match de qualification à la CAN 2021 face à la Mauritanie (aller).

##### Coupe d'Afrique 2021 et demi-finaliste en Coupe du monde 2022
Le 25 mars 2021, le Maroc se qualifie automatiquement à la CAN 2021 après un match nul de 0-0 contre la Mauritanie (retour). L'équipe du Maroc termine à la première place de son groupe composée de la Mauritanie, du Burundi et de la République centrafricaine. Sofyan Amrabat dispute la quasi-totalité des matchs qualificatifs (six), délivrant une passe décisive à Hakim Ziyech contre la République centrafricaine.
Le 23 décembre 2021, il figure officiellement dans la liste des 28 joueurs sélectionnés de Vahid Halilhodžić pour la Coupe d'Afrique des nations 2021 au Cameroun. Le 10 janvier 2022, Azzedine Ounahi reçoit sa première titularisation à la place de Sofyan Amrabat, à l'occasion du premier match de la CAN 2021 face au Ghana. Sofyan Amrabat entre à la 87e minute et fait ainsi ses débuts à la CAN. Dans les deux matchs de poule qui suivent (notamment face aux Comores et le Gabon), il dispute la quasi-totalité des matchs. Parvenant à se qualifier en huitièmes face au Malawi (victoire, 2-1), il est éliminé en quarts de finale face à l'Égypte (défaite, 2-1). Lors de ce match, il dispute 120 minutes.
Le 25 mars 2022, à l'occasion du match aller de barrage de la Coupe du monde 2022 à Kinshasa face à la République démocratique du Congo, il dispute 90 minutes et rentre au Maroc avec un match nul grâce à un but de Tarik Tissoudali (1-1). Lors du match retour à Casablanca, il débute à nouveau en tant que titulaire et valide son ticket à la Coupe du monde 2022 au Qatar grâce à une victoire de 4-1. Le 25 mai 2022, il est convoqué pour un match de préparation à la Coupe du monde 2022 face aux États-Unis ainsi que deux autres matchs qualificatifs à la CAN 2023 face à l'Afrique du Sud et au Liberia. Le 1er juin 2022, il débute titulaire en amical face aux États-Unis à Cincinnati et fait l'expérience d'une première grande défaite en sélection (défaite, 3-0),. Le 9 juin, il débute en tant que titulaire à l'occasion du premier match des éliminatoires de la CAN 2023 face à l'Afrique du Sud et remporte difficilement le match sur le score de 2-1,,.
Le 12 septembre 2022, il reçoit une convocation du nouveau sélectionneur du Maroc Walid Regragui pour un stage de préparation à la Coupe du monde 2022 à Barcelone et Séville pour deux confrontations amicales, notamment face au Chili et au Paraguay,. Le 23 septembre 2022, à l'occasion du premier match du sélectionneur Walid Regragui face au Chili au Stade Cornellà-El Prat, il est titularisé et dispute 82 minutes avant d'être remplacé par Yahya Jabrane. Le nouveau sélectionneur lui attribue le no 4 (son ancien no 20 est porté par Achraf Dari). En fin de match, le terrain est envahit par les supporters après le coup de sifflet final (victoire, 2-0),. Le 27 septembre 2022, à l'occasion du deuxième match de la trêve internationale face au Paraguay, il est titularisé et dispute 84 minutes au Stade Benito-Villamarín avant d'être remplacé par Zakaria Aboukhlal (match nul, 0-0).
Le 10 novembre 2022, il figure officiellement dans la liste des 26 joueurs sélectionnés par Walid Regragui pour prendre part à la Coupe du monde 2022 au Qatar. Le 23 novembre 2022, il est titularisé pour son premier match de compétition face à la Croatie et dispute 90 minutes (match nul, 0-0). Contre la Belgique, il livre une remarquable prestation et remporte le match sur le score de 2-0. Le Maroc valide son ticket pour les huitièmes de finale après une nouvelle victoire face au Canada (victoire, 2-1). Avec sept points et 270 minutes disputées d'Amrabat, le Maroc termine à la tête du classement du groupe et Amrabat figure dans l'équipe-type des phases de poules de RMC Sport, Onze Mondial et Le Figaro. En huitièmes de finale face à l'Espagne, il atteint la séance des penaltys (victoire, 3-0). En quarts de finale face au Portugal de Cristiano Ronaldo, Amrabat livre à nouveau une remarquable prestation dans une victoire de 1-0 signé Youssef En-Nesyri. Lors de ce match, il hérite du brassard de capitaine après les sorties de Romain Saïss et le deuxième capitaine Hakim Ziyech. Sofyan Amrabat et ses coéquipiers sont éliminés de la compétition en demi-finale face à la France (défaite, 2-0). Le 17 décembre 2022, il dispute son dernier match de Coupe du monde pour le match de la troisième place face à la Croatie (défaite, 2-1).
Le 20 décembre 2022, à l'occasion de son retour du Qatar, il est invité avec ses coéquipiers au Palais royal de Rabat par le roi Mohammed VI, le prince Hassan III et Moulay Rachid pour être officiellement décoré Ordre du Trône, héritant du grade officier,,,.

##### Qualifications et Coupe d'Afrique 2023
Le 25 mars 2023, les Marocains font leur retour à domicile et sont accueillis par 65 000 supporters au Stade Ibn-Batouta de Tanger à l'occasion d'un match amical face au Brésil (victoire, 2-1),,. Sofyan Amrabat est titularisé sous les yeux des émissaires du FC Barcelone, présents dans les tribunes. Cette victoire du Maroc entre dans l'histoire et l'équipe du Maroc devient la première équipe arabe de l'histoire à battre le Brésil. Ce match bat également une audience record au sein de la population marocaine locale avec au moins 10 millions de téléspectateurs,. Trois jours plus tard face au Pérou, il est de nouveau titularisé et les Marocains font match nul au Stade Metropolitano de Madrid (0-0),.
Le 28 décembre 2023, il est retenu dans la liste des vingt-sept joueurs marocains sélectionnés par Walid Regragui pour disputer la Coupe d'Afrique des nations 2023,,. Le 17 janvier 2024, lors de la CAN 2023, Sofyan Amrabat joue son premier match du tournoi, contribuant à la victoire du Maroc 3-0 contre la Tanzanie au Stade Laurent Pokou de San-Pédro,. Au cours du tournoi, le Maroc concède ensuite un match nul 1-1 contre la République démocratique du Congo, une rencontre notée pour une altercation générale en fin de match,. Lors du troisième match, un second clean-sheet est réalisé, contribuant à la victoire 1-0 contre la Zambie. En huitièmes de finale, les Lions de l'Atlas sont éliminés par l'Afrique du Sud sur un score de 2-0, dans lequel Sofyan Amrabat écope d'un carton rouge en fin de match,. Amrabat est titularisé dans l'ensemble du parcours du Maroc dans la compétition.

## Style de jeu
Au début de sa carrière, Sofyan Amrabat évolue à un poste reculé au milieu de terrain, comme sentinelle devant la défense dit box-to-box. Néanmoins, ses passages au Feyenoord Rotterdam et au Club Bruges l'ont obligé de jouer dans les postes de défenseur central et latéral droit. Ses prestations de courte durée dans ces positions ont déplut à son ancien entraîneur Ivan Leko qui le fait passer en doublure en charnière centrale. Son agressivité sur le terrain et ses tacles lui permettent de gagner énormément en autorité dans un match. Il est complimenté par l'analyste Johan Derksen qui le décrit : « Sofyan Amrabat a un très grand avenir devant lui. Il faut toujours prendre exemple sur les plus grands championnats du monde : ils sont très physique. Lui est physiquement très fort et pratique un football moderne ».
Joueur complet, au marquage efficace accompagné d'une vision du jeu qui lui permet d'intercepter de nombreux ballons et de relancer vers l'avant, il est un atout pour son équipe, que ce soit en club ou en sélection. Amrabat frappe rarement au but, préférant laisser les attaquants et les ailiers faire le travail. Il a rarement marqué dans sa carrière. Par contre, il distribue très souvent des caviars pour ses coéquipiers. Expert dans cette matière, il caractérise son style de jeu lors de son arrivée en Série A, notamment au Hellas Vérone.
En Italie, le Marocain explique que son passage au Hellas Vérone lui ont permis de mûrir. Sofyan Amrabat y gagne la confiance de son entraîneur Ivan Jurić qui le fait jouer dans le poste préféré de Sofyan Amrabat : milieu récupérateur.

## Aspects socio-économiques

### Valeur marchande
| Club                | Période        | Valeur       |
| ------------------- | -------------- | ------------ |
| FC Utrecht          | Septembre 2014 | 50 000 €     |
| FC Utrecht          | Juillet 2016   | 450 000 €    |
| FC Utrecht          | Juin 2017      | 3 000 000 €  |
| Feyenoord Rotterdam | Janvier 2018   | 5 000 000 €  |
| Club Bruges         | Juin 2019      | 3 000 000 €  |
| Hellas Vérone       | Décembre 2019  | 10 000 000 € |
| ACF Fiorentina      | Août 2020      | 20 000 000 € |
| ACF Fiorentina      | Novembre 2021  | 12 000 000 € |
| ACF Fiorentina      | Décembre 2022  | 25 000 000 € |

Les consultants du site allemand transfermarkt spécialisé dans le domaine de l’économie, de la gestion et des valeurs marchandes notent que Amrabat pointe, mi-2017, largement en tête du club du FC Utrecht avec une valeur marchande estimée à 3 millions d'euros. Quelques mois plus tard, sa valeur sur le marché serait de 5 millions d'euros, un peu plus que son concurrent de la saison Karim El Ahmadi qui serait évalué à plus de 4 millions d'euros. Pour justifier son évaluation, l’agence évoque trois événements exceptionnels lors de la saison 2017-18 : sa place de titulaire malgré son jeune âge, son parcours en Ligue des champions ainsi que l'équipe compétitif qui était à ce moment champion en titre des Pays-Bas. Lors de cette saison, de nombreuses élites du football européen se présentent au club néerlandais pour s'enrôler l'international marocain. Lors de son transfert au Club Bruges, sa valeur marchande baisse du fait de sa situation en club. Auteur de mauvaises prestations, il est souvent mis sur le banc, l'empêchant de prendre part aux matchs.
Après de bonnes performances réalisées lors de la saison 2019-20 sous les couleurs du Hellas Vérone sous forme de prêt, la valeur marchande d'Amrabat devient élevée. Ainsi, en 2019, le SSC Naples est prêt à payer la clause libératoire du joueur fixée à 20 millions d'euros avec un salaire de 1,8 million d'euros à la clé. Son salaire annuel est cependant estimé à au moins un million d'euros par an. Alors que sa valeur chute en fin 2021, à la suite de problèmes avec son entraîneur qui l'empêche d'être titulaire en club, il participe en novembre 2022 à la Coupe du monde 2022 et atteint la demi-finale, en faisant de remarquables prestations. Quelques jours après la fin de la compétition, sa valeur marchande augmente jusqu'aux 25 millions d'euros.

## Statistiques

### Détaillées
| Saison                | Club                     | Championnat           | Championnat | Championnat | Championnat | Coupe(s) nationale(s) | Coupe(s) nationale(s) | Coupe(s) nationale(s) | Supercoupe | Supercoupe | Supercoupe | Compétition(s) continentale(s) | Compétition(s) continentale(s) | Compétition(s) continentale(s) | Compétition(s) continentale(s) | Total | Total | Total |
| Saison                | Club                     | Division              | M.          | B.          | P.d.        | M.                    | B.                    | P.d.                  | M.         | B.         | P.d.       | Comp.                          | M.                             | B.                             | P.d.                           | M.    | B.    | P.d.  |
| 2014-2015             | FC Utrecht               | Eredivisie            | 4           | 0           | 0           | -                     | -                     | -                     | -          | -          | -          | -                              | -                              | -                              | -                              | 4     | 0     | 0     |
| 2015-2016             | FC Utrecht               | Eredivisie            | 11          | 0           | 2           | 1                     | 0                     | 1                     | -          | -          | -          | -                              | -                              | -                              | -                              | 12    | 0     | 3     |
| 2016-2017             | FC Utrecht               | Eredivisie            | 34          | 1           | 7           | 4                     | 0                     | 0                     | -          | -          | -          | -                              | -                              | -                              | -                              | 38    | 1     | 7     |
| Sous-total            | Sous-total               | Sous-total            | 49          | 1           | 9           | 5                     | 0                     | 1                     | -          | -          | -          | -                              | -                              | -                              | -                              | 54    | 1     | 10    |
| 2017-2018             | Feyenoord Rotterdam      | Eredivisie            | 21          | 1           | 2           | 3                     | 0                     | 0                     | 1          | 0          | 0          | C1                             | 6                              | 1                              | 0                              | 31    | 2     | 2     |
| 2018-2019             | Feyenoord Rotterdam      | Eredivisie            | -           | -           | -           | -                     | -                     | -                     | 1          | 0          | 0          | C3                             | 1                              | 0                              | 0                              | 2     | 0     | 0     |
| Sous-total            | Sous-total               | Sous-total            | 21          | 1           | 2           | 3                     | 0                     | 0                     | 2          | 0          | 0          | -                              | 7                              | 1                              | 0                              | 33    | 2     | 2     |
| 2018-2019             | Club Bruges              | Jupiler Pro League    | 24          | 1           | 0           | 1                     | 0                     | 0                     | -          | -          | -          | C1+C3                          | 2+2                            | 0+0                            | 0+0                            | 29    | 1     | 0     |
| 2019-2020             | Club Bruges              | Jupiler Pro League    | 1           | 0           | 0           | -                     | -                     | -                     | -          | -          | -          | C1                             | -                              | -                              | -                              | 1     | 0     | 0     |
| Sous-total            | Sous-total               | Sous-total            | 25          | 1           | 0           | 1                     | 0                     | 0                     | -          | -          | -          | -                              | 4                              | 0                              | 0                              | 30    | 1     | 0     |
| 2019-2020             | Hellas Vérone (prêt)     | Serie A               | 34          | 1           | 2           | -                     | -                     | -                     | -          | -          | -          | -                              | -                              | -                              | -                              | 34    | 1     | 2     |
| 2020-2021             | ACF Fiorentina           | Serie A               | 31          | 0           | 0           | 2                     | 0                     | 0                     | -          | -          | -          | -                              | -                              | -                              | -                              | 33    | 0     | 0     |
| 2021-2022             | ACF Fiorentina           | Serie A               | 23          | 1           | 0           | 2                     | 0                     | 0                     | -          | -          | -          | -                              | -                              | -                              | -                              | 25    | 1     | 0     |
| 2022-2023             | ACF Fiorentina           | Serie A               | 29          | 0           | 1           | 5                     | 0                     | 0                     | -          | -          | -          | C4                             | 15                             | 0                              | 0                              | 49    | 0     | 1     |
| 2024-2025             | ACF Fiorentina           | Serie A               | 2           | 0           | 0           | -                     | -                     | -                     | -          | -          | -          | C4                             | 2                              | 0                              | 0                              | 4     | 0     | 0     |
| Sous-total            | Sous-total               | Sous-total            | 85          | 1           | 1           | 9                     | 0                     | 0                     | -          | -          | -          | -                              | 17                             | 0                              | 0                              | 111   | 1     | 1     |
| 2023-2024             | Manchester United (prêt) | Premier League        | 21          | 0           | 0           | 4                     | 0                     | 0                     | -          | -          | -          | C1                             | 5                              | 0                              | 0                              | 30    | 0     | 0     |
| 2024-2025             | Fenerbahçe SK (prêt)     | Süper Lig             | 26          | 2           | 3           | 3                     | 0                     | 0                     | -          | -          | -          | C3                             | 10                             | 0                              | 1                              | 39    | 2     | 4     |
| 2025-2026             | Fenerbahçe SK            | Süper Lig             | 1           | 0           | 0           | 0                     | 0                     | 0                     | -          | -          | -          | C1                             | 2                              | 0                              | 0                              | 3     | 0     | 0     |
| Sous-total            | Sous-total               | Sous-total            | 27          | 2           | 3           | 3                     | 0                     | 0                     | -          | -          | -          | -                              | 12                             | 0                              | 1                              | 42    | 2     | 4     |
| Total sur la carrière | Total sur la carrière    | Total sur la carrière | 263         | 7           | 17          | 25                    | 0                     | 1                     | 2          | 0          | 0          | -                              | 44                             | 1                              | 11                             | 334   | 8     | 29    |

### En sélection
| Années                | Sélection             | Phases finales        | Phases finales | Phases finales | Phases finales | Éliminatoires | Éliminatoires | Éliminatoires | Éliminatoires | Amicaux | Amicaux | Amicaux | Total | Total | Total |
| Années                | Sélection             | Comp.                 | M.             | B.             | P.d.           | Comp.         | M.            | B.            | P.d.          | M.      | B.      | P.d.    | M.    | B.    | P.d.  |
| --------------------- | --------------------- | --------------------- | -------------- | -------------- | -------------- | ------------- | ------------- | ------------- | ------------- | ------- | ------- | ------- | ----- | ----- | ----- |
| 2015                  | Maroc                 | Coupe d'Afrique 2015  | -              | -              | -              | CAN 2017      | -             | -             | -             | 0       | 0       | 0       | 0     | 0     | 0     |
| 2015                  | Maroc                 | Coupe d'Afrique 2015  | -              | -              | -              | CdM 2018      | -             | -             | -             | 0       | 0       | 0       | 0     | 0     | 0     |
| 2016                  | Maroc                 | -                     | -              | -              | -              | CAN 2017      | -             | -             | -             | -       | -       | -       | 0     | 0     | 0     |
| 2016                  | Maroc                 | -                     | -              | -              | -              | CdM 2018      | -             | -             | -             | -       | -       | -       | 0     | 0     | 0     |
| 2017                  | Maroc                 | Coupe d'Afrique 2017  | -              | -              | -              | CAN 2019      | 0             | 0             | 0             | 1       | 0       | 0       | 2     | 0     | 0     |
| 2017                  | Maroc                 | Coupe d'Afrique 2017  | -              | -              | -              | CdM 2018      | 1             | 0             | 0             | 1       | 0       | 0       | 2     | 0     | 0     |
| 2018                  | Maroc                 | Coupe du monde 2018   | 1              | 0              | 0              | CAN 2019      | 1             | 0             | 0             | 4       | 0       | 0       | 6     | 0     | 0     |
| 2019                  | Maroc                 | Coupe d'Afrique 2019  | -              | -              | -              | CAN 2019      | 0             | 0             | 0             | 4       | 0       | 0       | 6     | 0     | 1     |
| 2019                  | Maroc                 | Coupe d'Afrique 2019  | -              | -              | -              | CAN 2021      | 2             | 0             | 1             | 4       | 0       | 0       | 6     | 0     | 1     |
| 2020                  | Maroc                 | -                     | -              | -              | -              | CAN 2021      | 2             | 0             | 0             | 2       | 0       | 0       | 4     | 0     | 0     |
| 2021                  | Maroc                 | -                     | -              | -              | -              | CAN 2021      | 2             | 0             | 0             | 1       | 0       | 0       | 9     | 0     | 1     |
| 2021                  | Maroc                 | -                     | -              | -              | -              | CdM 2022      | 6             | 0             | 1             | 1       | 0       | 0       | 9     | 0     | 1     |
| 2022                  | Maroc                 | Coupe d'Afrique 2021  | 5              | 0              | 0              | CdM 2022      | 2             | 0             | 0             | 4       | 0       | 0       | 19    | 0     | 0     |
| 2022                  | Maroc                 | Coupe du monde 2022   | 7              | 0              | 0              | CAN 2023      | 1             | 0             | 0             | 4       | 0       | 0       | 19    | 0     | 0     |
| 2023                  | Maroc                 | -                     | -              | -              | -              | CAN 2023      | 0             | 0             | 0             | 3       | 0       | 0       | 4     | 0     | 0     |
| 2023                  | Maroc                 | -                     | -              | -              | -              | CdM 2026      | 1             | 0             | 0             | 3       | 0       | 0       | 4     | 0     | 0     |
| 2024                  | Maroc                 | Coupe d'Afrique 2024  | 4              | 0              | 0              | CAN 2025      | 5             | 0             | 0             | 2       | 0       | 0       | 12    | 0     | 0     |
| 2024                  | Maroc                 | Coupe d'Afrique 2024  | 4              | 0              | 0              | CdM 2026      | 1             | 0             | 0             | 2       | 0       | 0       | 12    | 0     | 0     |
| Total sur la carrière | Total sur la carrière | Total sur la carrière | 17             | 0              | 0              | -             | 24            | 0             | 2             | 21      | 0       | 0       | 62    | 0     | 2     |

### Matchs en équipe du Maroc
Le tableau suivant liste les rencontres de l'équipe du Maroc dans lesquelles Sofyan Amrabat a été sélectionné depuis le 28 mars 2017 jusqu'à présent.

## Palmarès
Sofyan Amrabat a construit une carrière impressionnante dans le monde du football, en accumulant des succès au niveau des clubs et en étant reconnu pour ses performances exceptionnelles. Il est formé au FC Utrecht sous la houlette d'Erik ten Hag, où il a rapidement fait ses preuves. En novembre 2016, il a remporté la distinction du meilleur joueur du championnat néerlandais, témoignant de son talent précoce. La même année, il a atteint la finale de la Coupe des Pays-Bas. En 2017, il a été nommé meilleur espoir du club.
En 2017, Sofyan Amrabat a signé avec le Feyenoord Rotterdam aux Pays-Bas. Avec Feyenoord, il a remporté la Supercoupe des Pays-Bas en 2017 et a également figuré dans l'équipe-type de la mi-saison en Eredivisie, ce qui souligne son impact sur le terrain. Il a ensuite remporté la Coupe des Pays-Bas en 2018, ajoutant ainsi un autre trophée à son palmarès.
En 2018, il a rejoint le Club Bruges KV en Belgique et a joué un rôle clé dans leur victoire en championnat belge en 2020. Après une saison au Club Bruges KV, il a été prêté à l'Hellas Vérone FC en Italie. Par la suite, avec l'ACF Fiorentina, il a été élu meilleur joueur du mois en 2021, figurant aussi dans l'équipe-type de la saison de la Serie A selon le quotidien The Athletic (en), confirmant ainsi sa qualité et son impact en Serie A,.
Sofyan Amrabat a également connu le succès sur la scène internationale en étant sélectionné pour faire partie de l'équipe-type africaine de la Coupe du monde 2022, dans la position de milieu de terrain, par la rédaction de TV5 Monde. Il figure également dans l'équipe-type du premier tour. Le quotidien Ouest-France et le journal L'Équipe le placent également dans leur équipe-type de la compétition. Amrabat est également finaliste du prix du meilleur joueur du Mondial 2022 concocté par le quotidien néerlandais Voetbal International,. En décembre 2023, il figure dans l'équipe-type africaine de l'année concoctée par la CAF Awards. Un an plus tard, il figure de nouveau dans cette équipe-type pour l'année 2024.
| FC Utrecht :                            | Feyenoord (3) :                                                                                      | Club Bruges KV (1) :                       | ACF Fiorentina (0) :                                                             | Manchester United (1)                          | Fenerbahçe SK                                 |
| --------------------------------------- | --- | ------------------------------------------ | -------------------------------------------------------------------------------- | ---------------------------------------------- | --------------------------------------------- |
| - Coupe des Pays-Bas - Finaliste : 2016 | - Supercoupe des Pays-Bas (2) - Vainqueur : 2017 et 2018 - Coupe des Pays-Bas (1) - Vainqueur : 2018 | - Jupiler Pro League (1) - Champion : 2020 | - Coupe d'Italie - Finaliste : 2023 - Ligue Europa Conférence - Finaliste : 2023 | - Coupe d'Angleterre (1) : - Vainqueur en 2024 | - Championnat de Turquie Vice-champion : 2025 |

## Décorations
- Officier de l'ordre du Trône — Le 20 décembre 2022, il est décoré officier de l'ordre du Wissam al-Arch[114] — ordre du Trône[115] — par le roi Mohammed VI au Palais royal de Rabat.

### Documentaires et interviews
- [vidéo] Ad in gesprek met Sofyan Amrabat, Bunnikside, YouTube, 2016
- [vidéo] Sofyan Amrabat is politieagent, Fox Sports, 2017
- [vidéo] Broertjes Amrabat, Nos.nl, 2017
- [vidéo] Marokko WK - Special : Broertjes Amrabat, Salaheddine, YouTube, 2017
- [vidéo] Bij Andy in de auto, YouTube, 2017
- [vidéo] كلنا مع الأسود - سفيان أمرابط, Al Aoula, 2018
- [vidéo] (ar) Série télévisée Dreamers diffusé en exclusivité sur Arryadia à partir du 6 juin 2023[116]
- [vidéo] (nl) Série télévisée Superleeuwen : Het Marokkaanse voetbalsprookje diffusé en exclusivité sur NPO 3 à partir du 26 juin 2023[117]

### Sources
- Patrick Juillard, « Sofyan Amrabat à Naples, ça chauffe », Football365.fr,‎ 20 décembre 2019 (lire en ligne)
- Alexandre Jaquin, « Sofyan Amrabat, le taulier de l'ombre des Lions de l'Atlas », RMC Sport,‎ 1er décembre 2022
- Thymoté Pinon, « Décryptage : Comment l'impérial trio défensif Amrabat - Aguerd - Saïss récolte les fruits de l'animation défensive du Maroc », L'Équipe,‎ 6 décembre 2022 (lire en ligne)
- Maxime Berger, « Sofyan Amrabat : la hargne incarnée, le pare-choc idéal de l’équipe marocaine », RTBF International,‎ 7 décembre 2022 (lire en ligne)
- Adrien Candau, « Sofyan Amrabat : merci patron », So Foot,‎ 10 décembre 2022 (lire en ligne)
- Kevin Nieto, « Sofyan Amrabat, le meilleur milieu défensif du Mondial ? », L'Équipe,‎ 13 décembre 2022 (lire en ligne)
- Santi Aouna, « Maroc, Fiorentina : Sofyan Amrabat a l’Europe à ses pieds », Foot Mercato,‎ 18 décembre 2022 (lire en ligne)
- Julien Baudot, « Sofyan Amrabat, la confirmation à la Fiorentina après un Mondial retentissant avec le Maroc », L'Équipe,‎ 27 avril 2023 (lire en ligne)